# كنيسة الشفاعة (إليزافيتينسكايا)
كنيسة شفاعة مريم العذراء (بالروسية: Церковь Покрова Пресвятой Богородицы)، هي كنيسة روسية أرثوذكسية تقع في إليزافيتينسكايا، روستوف أوبلاست، روسيا، اكتمل بناؤها عام 1824.

## تاريخ

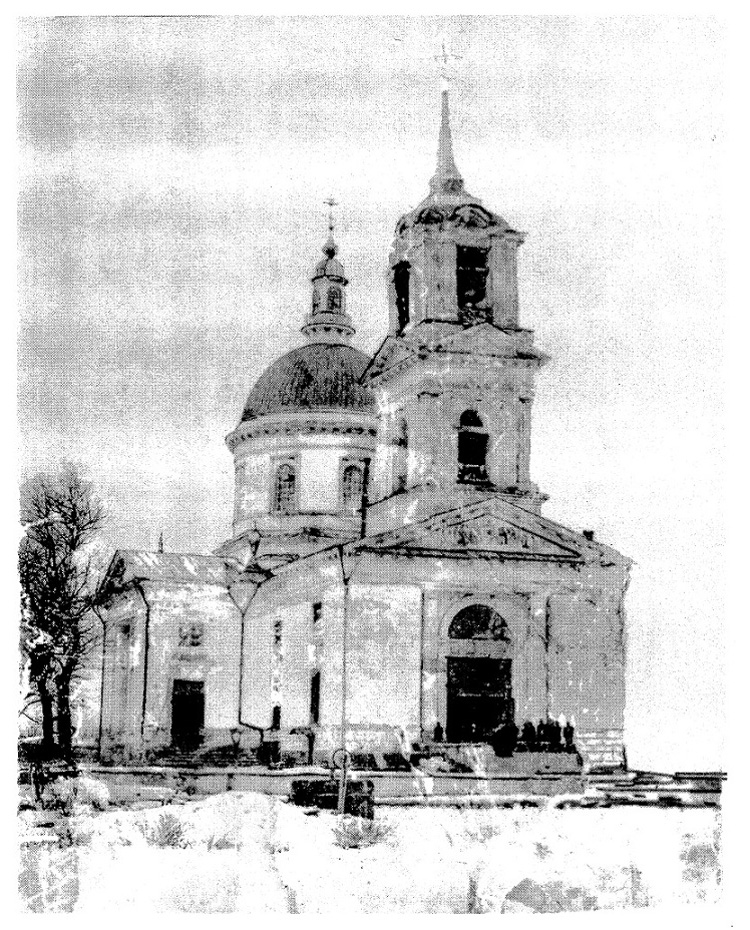
كنيسة الشفاعة

بُنيت كنيسة الشفاعة من الحجر، وكانت تتوفر على برج الناقوس وثلاثة مذابح، مكرسة باسم شفاعة أم الله، تكريما للرسولين بطرس وبولس، وتكريما للشهيد الكبير باراسكيفا.
تم تجصيص مبنى الكنيسة خارجيا وداخليا، وتمت تغطيته بالحديد، وكانت جميع القباب مطلية باللون الأخضر. على قمة مصلى الكنيسة وبرج الناقوس كانت هناك كرة مذهبة وصليب. وكان لكنيسة الشفاعة ثمانية أجراس، أكبرهم يزن 546 Pood (وزن روسي).
دمرت الكنيسة في عام 1938. وبعد انهيار اتحاد الجمهوريات الاشتراكية السوفياتية، بنيت كنيسة شفاعة مريم العذراء على موقع الكنيسة المدمرة.